# Fracción Nueva Esperanza
Fracción Nueva Esperanza är en ort i Mexiko.   Den ligger i kommunen Unión Juárez och delstaten Chiapas, i den sydöstra delen av landet, 900 km sydost om huvudstaden Mexico City. Fracción Nueva Esperanza ligger 737 meter över havet och antalet invånare är 245.
Terrängen runt Fracción Nueva Esperanza är kuperad åt sydväst, men åt nordost är den bergig. Runt Fracción Nueva Esperanza är det tätbefolkat, med 570 invånare per kvadratkilometer. Närmaste större samhälle är Cacahoatán, 6,4 km sydväst om Fracción Nueva Esperanza. I omgivningarna runt Fracción Nueva Esperanza växer i huvudsak städsegrön lövskog.